# 卡斯蒂利亞元帥區 (查查波亞斯省)
6°18′00″S 77°25′01″W / 6.30000°S 77.41694°W
卡斯蒂利亞元帥區（西班牙語：Distrito de Mariscal Castilla），是秘魯的一個區，位於該國北部亞馬遜大區的查查波亞斯省，始建於1904年9月6日，面積83.6平方公里，海拔高度2,200米，2005年人口1,252，人口密度每平方公里15人。